# Normand (lapin)
Pour les articles homonymes, voir Normand (homonymie).
Le normand est une race de lapins domestiques originaire de Normandie, de couleur gris garenne. Il est inscrit à la liste des animaux concernés par le conservatoire des races normandes et du Maine,.

## Origine
Il est possible qu'il soit le fruit de croisements entre des lapins sauvages et des lapins domestiqués tels que le Géant des Flandres.

## Caractéristiques
Sa croissance est rapide, son poids adulte atteint 3,5 à 4 kg, c'est un bon reproducteur, il a une espérance de vie de 5 à 6 ans.